# فرانتيسيك راوش
فرانتيسيك راوش (بالتشيكية: František Rauch)‏ هو تربوي وعازف بيانو تشيكي، ولد في 4 فبراير 1910 في بلزن في التشيك، وتوفي في 23 سبتمبر 1996 في براغ في التشيك.

## وصلات خارجية
- فرانتيسيك راوش على موقع IMDb (الإنجليزية)
- فرانتيسيك راوش على موقع ميوزك برينز (الإنجليزية)
- فرانتيسيك راوش على موقع ديسكوغز (الإنجليزية)
- فرانتيسيك راوش على موقع قاعدة بيانات الفيلم (الإنجليزية)